# Вілсон (містечко, Нью-Йорк)
Вілсон (англ. Wilson) — місто (англ. town) в США, в окрузі Ніагара штату Нью-Йорк. Населення — 5847 осіб (2020).

## Демографія
Згідно з переписом 2010 року, у місті мешкали 5993 особи в 2401 домогосподарстві у складі 1689 родин. Було 2750 помешкань
Расовий склад населення:
| - 96,6 % — білих - 0,8 % — корінних американців - 0,6 % — чорних або афроамериканців - 0,3 % — азіатів - 0,1 % — вихідців з тихоокеанських островів |

До двох чи більше рас належало 1,3 %. Частка іспаномовних становила 1,4 % від усіх жителів.
За віковим діапазоном населення розподілялося таким чином: 22,3 % — особи молодші 18 років, 62,7 % — особи у віці 18—64 років, 15,0 % — особи у віці 65 років та старші. Медіана віку мешканця становила 44,3 року. На 100 осіб жіночої статі у місті припадало 99,1 чоловіків;  на 100 жінок у віці від 18 років та старших — 96,7 чоловіків також старших 18 років.
Середній дохід на одне домашнє господарство  становив 93 467 доларів США (медіана — 61 727), а середній дохід на одну сім'ю — 120 762 долари (медіана — 78 633). Медіана доходів становила 51 591 долар для чоловіків та 45 192 долари для жінок. За межею бідності перебувало 8,1 % осіб, у тому числі 6,7 % дітей у віці до 18 років та 7,8 % осіб у віці 65 років та старших.
Цивільне працевлаштоване населення становило 2848 осіб. Основні галузі зайнятості: освіта, охорона здоров'я та соціальна допомога — 28,1 %, виробництво — 18,4 %, мистецтво, розваги та відпочинок — 8,4 %, транспорт — 7,9 %.